# Vinícius Júnior
Pour les articles homonymes, voir Vinícius.
Vinícius José Paixão de Oliveira Júnior, plus connu sous le nom de Vinícius Júnior, parfois abrégé Vinícius Jr. ou Vini Jr., né le 12 juillet 2000 à São Gonçalo (Brésil) est un footballeur international brésilien qui évolue au poste d'ailier au Real Madrid.
D'abord inscrit comme défenseur latéral gauche, Vinícius Júnior est converti en ailier gauche et attaquant au moment de son transfert du Canto do Rio à l'équipe junior du CR Flamengo.
Le 24 mai 2017, alors qu'il avait 16 ans, il rejoint le Real Madrid par le CR Flamengo pour 45 millions d'euros, qu’il rejoint un an plus tard en juillet 2018. Le 2 septembre 2022, il obtient la nationalité espagnole. Le 31 octobre 2023, il prolonge jusqu'en juin 2027 avec le Real Madrid,. En février 2024, il est nommé ambassadeur de bonne volonté de l'UNESCO,.

## Biographie

### Jeunesse et formation

#### Formation dans les collèges de football de Flamengo (2005-2010)

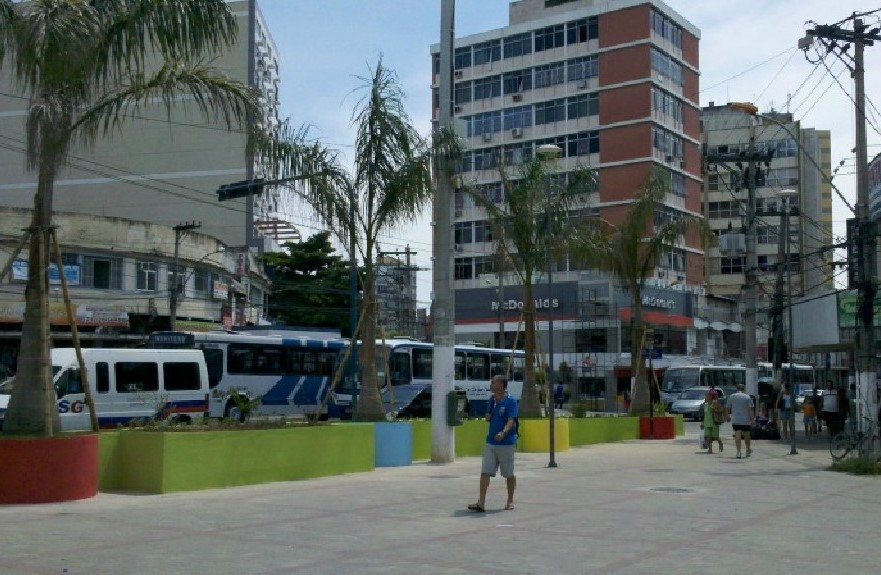
São Gonçalo, où Vinícius Júnior grandit et commence sa formation.

Vinícius Júnior naît le 12 juillet 2000 et grandit à São Gonçalo, une banlieue de Rio de Janeiro, plus précisément dans le quartier de Muta, dans l'État de Rio. Son père s'appelle Vinícius José Paixão de Oliveira et sa mère Tatiana. Il a vécu chez sa grand-mère pour des raisons financières.
Le quotidien de Vinícius tourne autour de son école et de son centre de formation. Le début de sa carrière dans le monde du football est marqué par son entrée dans l’une des écoles de foot du CR Flamengo.
Le début de la carrière de football de Vinícius a lieu en 2005, lorsque son père l'emmène dans une école de foot du CR Flamengo dans le quartier de Mutua. Il n'a alors que 5 ans. Sa première feuille de match contient cependant un détail curieux : il est inscrit comme arrière latéral gauche.

« Le père de Vinícius est venu nous voir quand il avait cinq ans et de nouveau il a toujours présenté une performance au-dessus de l'âge des garçons. Il était toujours un garçon calme et tranquille, n'a jamais donné du mal, mais toujours au-dessus de la moyenne. »

— Cacau, professeur de l'Escolinha Fla São Gonçalo, où Vinícius a fait ses premiers pas dans le football.
En 2007, Vinícius continue la formation à l'Escolinha Fla São Gonçalo, mais au futsal avec des cours dans le collège de Canto do Rio, un célèbre club dans le centre de Niterói. Il y reste jusqu'en 2010. En 2009, quand Vinícius a 9 ans, ses parents l'emmènent à une séance d'essai au Flamengo Futsal. Le club voit le potentiel, mais trouve le garçon encore très jeune et lui demande de revenir l'année suivante. Il ne revient pas, puisque son souhait est de jouer sur un terrain de football, et non pas de futsal. À ses 10 ans, Vinícius déménage à Abolição avec un de ses oncles pour être plus proche du terrain d'entraînement de Flamengo, Ninho do Urubu (en français, le "nid de vautours"). Ainsi, en août 2010, Vinícius choisit le football et le CR Flamengo.

#### Débuts avec les jeunes du CR Flamengo (2010-2017)
Vinícius signe un contrat avec les jeunes de Flamengo à l'âge de 10 ans. Il est considéré comme un espoir et une pièce importante dès qu'il commence à jouer avec les moins de 13 ans de Flamengo. Selon Eduardo Júnior, responsable de l'approbation de Vinícius Júnior au Flamengo, le garçon « ressemble à l'ancien milieu de terrain Adílio, à la fois physiquement et aussi dans la capacité de dribbler » C'est pourquoi, lors du premier championnat joué par Vinícius pour Flamengo (Rio Bonito Cup 2010), il porta le maillot avec le numéro 8, le même qu'Adílio.
En 2015, Vinícius mène Flamengo pour remporter la Copa Votorantim, l'un des principaux tournois de club de football des moins de 15 ans au Brésil. Il est le meilleur buteur du tournoi avec 6 buts en 9 matches. En 2016, Vinícius passe de l'équipe des moins de 15 ans à celle des moins de 17 ans. Il est encore une fois plus jeune que le reste de ses coéquipiers. Il excelle, marquant 10 buts et délivrant plusieurs passes décisives, en livrant le titre de la Ligue de l'État de Rio de Janeiro des moins de 17 ans. Il atteint son plus haut niveau en tant que joueur de jeunes en 2017 lorsqu'il participe à la Coupe de la jeunesse de São Paulo, la plus grande compétition de club de football des moins de 20 ans au Brésil. Même s'il a trois ans de moins que l'âge maximum, Vinícius est l'une des stars du tournoi. Peu de temps après le début du premier match de Flamengo lors de cette compétition, il entre en jeu et marque deux buts contre le Central SC (victoire 5-0). Il est le héros de la qualification du Flamengo pour les quarts de finale, marquant le but de la victoire contre Cruzeiro EC (victoire 2-1). Les grands clubs européens comme le FC Barcelone et le Real Madrid sont parmi les premiers à manifester leur intérêt pour la signature du jeune attaquant après ses performances remarquables au niveau des jeunes. Lors de la coupe de la jeunesse de São Paulo, le FC Barcelone envoie un recruteur pour suivre de près ses performances.

### Carrière en club

#### CR Flamengo (2017-2018)

##### Premiers pas dans le football professionnel

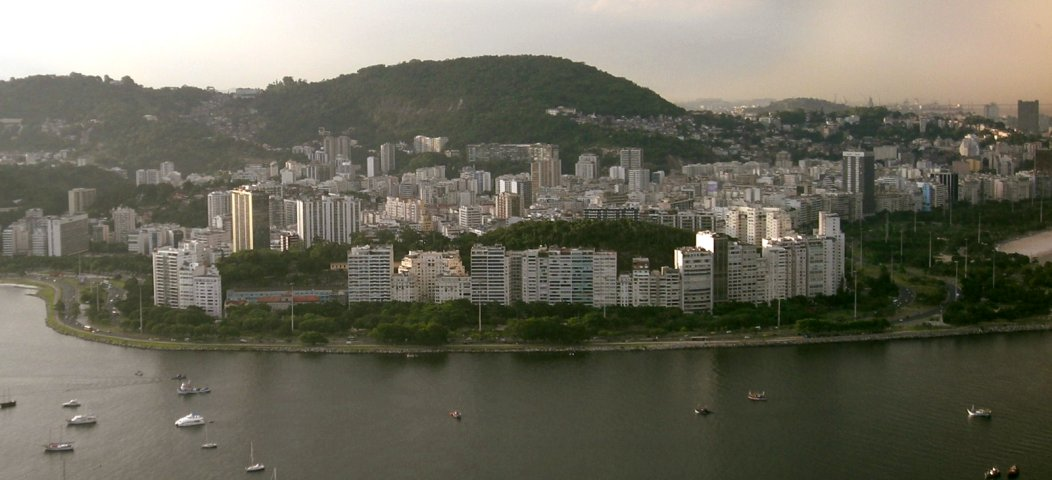
Le quartier de Flamengo à Rio de Janeiro, où Vinícius Júnior joue ses premiers matchs pro.

Les performances exceptionnelles de Vinícius Júnior avec les équipes de jeunes de Flamengo et des équipes du Brésil des moins de 15 et 17 ans attirent l'attention des grands clubs européens. Afin de le protéger, Flamengo fait signer un contrat professionnel à Vinícius dès l'âge de 16 ans (l'âge minimum légal pour la signature d'un contrat professionnel) avec une clause de rachat de 30 millions d'euros. Le club conservant 90 % de ses droits économiques. Vinícius enregistre son contrat auprès de la Confédération brésilienne de football le 1er août 2016. Bien que la loi Pelé au Brésil autorise des contrats de cinq ans, la FIFA ne reconnaît que les contrats de trois ans pour les joueurs de moins de 18 ans. Et c'est ainsi que, le 9 mai 2017, il signe son premier contrat pro avec la première équipe du CR Flamengo. Le site officiel du club brésilien annonce qu'il portera le numéro 20.
Vinícius Júnior fait ses débuts pour le CR Flamengo le 13 mai 2017 où il entre en jeu à la 82e minute, en remplaçant Orlando Berrío (match nul 1-1 face à l'Atlético Mineiro au stade Maracanã),. À la fin de la rencontre, Robinho va voir Vinícius Júnior.

« Je lui ai demandé son maillot, il m'a dit qu'il me le donnerait après les interviews. »

— Robinho
Et le jeune prodige raconte ensuite

« C'est mon idole d'enfance, j'ai été ravi de jouer contre lui. »

— Vinícius Júnior
Un peu plus tard, il publie le message suivant sur les réseaux sociaux : « Mon rêve s'est réalisé ».

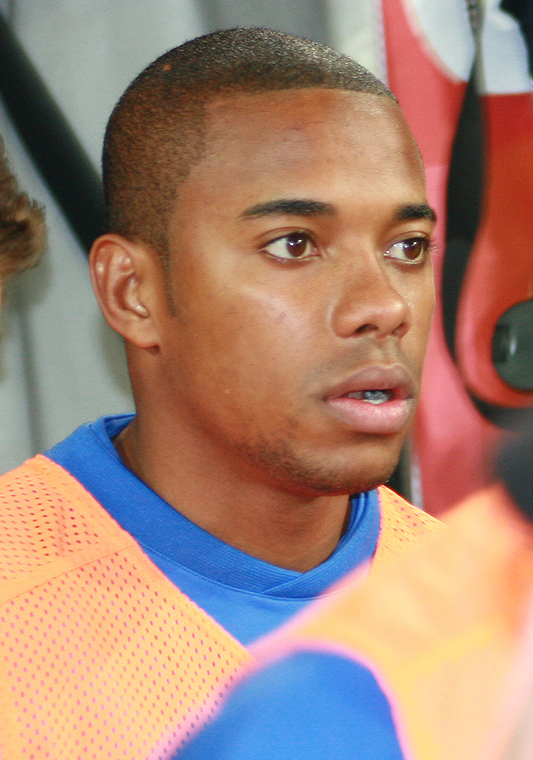
Robinho, ancienne star du Real Madrid et de l'AC Milan.

Deux jours après son premier match professionnel, il prolonge son contrat avec le club jusqu'en 2022, avec une clause de rachat fixée à 45 millions d'euros,,. Huit jours plus tard son prolongement de contrat avec le CR Flamengo, le 23 mai 2017, le club officialise qu'il rejoindra le club espagnol du Real Madrid en juillet 2018 alors qu'il n'a disputé que 17 minutes en pro. Vinícius reste prêté plus d'une année au Flamengo jusqu'au milieu du championnat. Le 11 juin 2017, le Brésilien joue son premier match en étant titulaire avec les Mengão contre le Avaí FC, mais sort en seconde période à la 68e minute de jeu remplacé par Felipe Vizeu (match nul 1-1 au stade Ressacada). Le 10 août 2017, il marque son premier but professionnel avec le Flamengo contre le club chilien du CD Palestino, au deuxième tour de la Copa Sudamericana 2017, à la 73e minute de jeu, soit une minute après être entré en remplacement d'Éverton (victoire 5-0 au stade Luso-Brasileiro). Le 20 août 2017, il marque ses premiers buts en Série A (Championnat du Brésil D1) contre l'Atlético Goianiense en réalisant un doublé et donnant la victoire aux siens, malgré un carton jaune en début de match (10e minute de jeu) sans grande importance (victoire 2-0 sur l'Ilha do Governador). Ce match est aussi son premier qu'il dispute dans son intégralité. Vinícius dispute sa première finale de sa carrière à l'occasion de la Coupe du Brésil 2017, face au Cruzeiro EC. Cette finale se dispute en deux rencontres : la première a lieu le 8 septembre 2017 à Rio de Janeiro et la deuxième le 28 septembre à Belo Horizonte. Il dispute le premier match de la finale en entrant en jeu à la 60e de jeu à la place de Rodnei (match nul 1-1,). Toutefois, le jeune joueur brésilien ne joue pas le match retour, et le CR Flamengo perd sur la pelouse du Cruzeiro lors de la séance des tirs au but. En décembre 2017, le CR Flamengo dispute la finale (se jouant sur deux rencontres) de la Copa Sudamericana 2017, face au club argentin du CA Independiente. Lors de la première rencontre au stade Libertadores de América le 7 décembre 2017, Vinícius Júnior commence le match sur le banc des remplaçants, puis entre en jeu à la 73e minute de jeu à la place de Diego, mais n'arrivant pas à faire la différence sur cette défaite 2-1 à Avellaneda. Lors du match retour au Maracaña, le 14 décembre, le natif de São Gonçalo débute une nouvelle fois en tant que remplaçant, avant d’entrer en jeu à la 55e minute de jeu à la place de Miguel Trauco, malgré le match nul, donnant ainsi la victoire aux Argentins.

##### Leader du CR Flamengo (2018)
En 2018, Vinícius commence à avoir plus de temps de jeu, et être plus décisif. Le joueur est l'un des points forts de l'équipe lors de la course au titre à la Coupe Guanabara, la première phase du Campeonato Carioca, comptant trois buts en six matchs, qui servent au CR Flamengo à remporter le titre lors du dernier match contre le Boavista SC. Le match décisif du 18 février 2018 se termine sur le score de 2-0. Vinicius inscrit le deuxième but, après être entré à la 61e minute à la place de Lucas Paquetá,. Le 15 mars 2018, il fait ses débuts dans la plus haute compétition de club en Amérique du Sud, la Copa Libertadores, face au club équatorien du CS Emelec. Il entre à la 67e minute de jeu en remplaçant Éverton Ribeiro, au moment où son équipe était menée 1-0, il marque deux buts en moins de 10 minutes, qui donnent la victoire à son équipe. Il devient ainsi le plus jeune joueur du CR Flamengo à marquer dans la compétition et le plus jeune joueur brésilien à marquer deux buts en une partie. Le 23 mars 2018, à l'occasion d'un match de Série A 2018 contre le Fluminense FC, Vinícius devient le plus jeune joueur de l'histoire de Flamengo à jouer 50 matchs à l'âge de 17 ans, 8 mois et 10 jours, en remplaçant Renê à la 46e minute (match nul 1-1 au stade Nilton-Santos).
Plus mature, il n'a besoin que de 7 matchs pour égaler le nombre de buts marqués l'année précédente. Au moment de ses adieux au CR Flamengo, lors d'une conférence de presse tenue le 25 juin 2018 après la séance d'entraînement, il est provisoirement le meilleur buteur du club durant le championnat du Brésil, avec 10 réalisations en 32 matchs.

#### Real Madrid (depuis 2018)

##### Avant l'arrivée de Vinícius Júnior au Real Madrid (2017-2018)
Le 23 mai 2017, il signe au Real Madrid pour 45 millions d'euros, malgré les sollicitations de plusieurs grands clubs européens. Cela dépasse l'offre du FC Barcelone de 25 millions d'euros pour Vinícius et rompt ainsi les intérêts du Paris Saint-Germain pour s'attacher les services de l'attaquant brésilien. Les transferts de Brésiliens mineurs étant interdits, il n'arrivera qu'après son 18e anniversaire, en juillet 2018, en provenance du CR Flamengo, où il est prêté dans l'intervalle. Ce transfert rappelle celui de Martin Ødegaard, et qui s'est soldé par un prêt peu ambitieux en Eredivisie. Le 19 septembre 2017, le coach du Flamengo, Reinaldo Rueda, lors d'une interview à la radio espagnole Cadena SER, l'affirme et le juge prêt pour jouer avec les Madrilènes. Le 23 décembre 2017, à l'occasion du El Clásico qui se tient au stade Santiago-Bernabéu, Vinícius Júnior assiste au match opposant le Real Madrid au FC Barcelone et peut à cette occasion découvrir ses futurs coéquipiers, malgré une défaite 3-0. Le 31 mai 2018, il est annoncé que le coach du Real Madrid, Zinédine Zidane, quitte le club, cinq jours après son troisième sacre d'affilée en Ligue des champions face au Liverpool FC. Lors d'une interview accordée à Marca (journal sportif espagnol, principalement axé sur le Real Madrid), Vinícius Júnior montre ses regrets de ne pas avoir pu travailler avec l'entraîneur français,. Le remplaçant du coach français est annoncé le 13 juin 2018. C'est Julen Lopetegui, qui vient de quitter l'équipe d'Espagne à deux jours de leur premier match à la Coupe du monde 2018, qui se charge de prendre les commandes du club madrilène et, d'après la presse As, il veut conserver Vinícius lors de la prochaine saison 2018-2019 et donc refuse la demande de prêt au Flamengo dans leur accord fait en mai 2017,. Dans une interview parlant des nouvelles recrues du Real Madrid, Vinícius Júnior et Rodrygo (acheté par le club madrilène 45M € en juin 2018), de la chaîne brésilienne SporTv le 29 juin 2018, Clarence Seedorf (ancienne légende du Real Madrid) estime que les deux nouvelles recrues, coûtant 90M € à eux deux, n'ont pas leur place dans cette équipe :

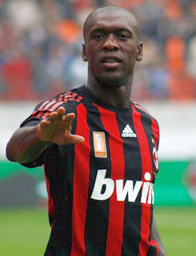
Clarence Seedorf, ancienne légende du Real Madrid et de l'AC Milan.

« Madrid est un club avec une très forte demande. Ces deux joueurs ne vont pas jouer. (…) Tout le monde rêve de jouer à Madrid et nous savons tous que celui qui arrive joue ou passe à côté. Zé Roberto était l'un des meilleurs joueurs que j'ai vu et ne s’est pas imposé. Eto'o a à peine joué. Il a fait une merveilleuse année à Majorque et s'est rendu à Barcelone après. »

— Clarence Seedorf

##### Arrivée au Real Madrid et premiers matchs amicaux (2018)
Le 12 juillet 2018, date à laquelle il fête ses 18 ans, il rejoint officiellement l'effectif du Real Madrid. Le 20 juillet 2018, Vinícius est présenté au stade Santiago Bernabéu en faisant des dribbles et des jongles. Le lendemain de sa présentation, plusieurs médias internationaux décrivent le joueur comme "la promesse la plus chère de l'histoire du football". Inscrit avec les U19, il est sélectionné par l'entraîneur des Madrilènes pour l'International Champions Cup 2018 qui se déroule aux États-Unis. Le Brésilien joue son premier match avec les Merengues lors de cette compétition, face à Manchester United, le 1er août 2018. Bien que ce match ne soit pas officiel, Vinícius Júnior est titulaire, remplacé à la 62e minute par Óscar Rodríguez (défaite 2-1 au Hard Rock Stadium). À la fin du match, Vinícius est interviewé par Mundo Deportivo, il rapporte qu'il vient «d'accomplir un rêve d'enfant » et qu'il est «très fier de porter ce maillot». Le Brésilien est convoqué pour disputer le Trophée Santiago Bernabéu 2018 face à l'AC Milan, qui a lieu le 11 août. Il entre en jeu à la 77e minute, au moment où les Madrilènes mènent 2-1, le score final est 3-1, Vinícius, remporte son premier trophée avec le Real Madrid, bien que ce soit un simple match de gala,. Sélectionné pour jouer le premier match du championnat avec l'équipe première face au Getafe CF, il joue tout de même avec le Real Madrid Castilla, tout en alternant avec l'équipe première.

##### Parenthèse à la Castilla (2018)
Vinícius Júnior dispute son premier match avec la Castilla le 26 août 2018 face à Las Palmas Atlético dans le cadre de la première journée du championnat espagnol de troisième division 2018-2019. Lors de cette victoire 2-0 au stade Alfredo-Di-Stéfano, Vinícius commence le match en tant que titulaire, avant d'être remplacé à la 73e minute de jeu. Il inscrit ses premiers buts avec le Real Madrid Castilla le 2 septembre 2018 face à l'autre club madrilène, l'Atlético Madrid B, en réalisant un doublé (match nul 2-2 au stade Cerro del Espino). Son deuxième but du match est inscrit sur une frappe au-delà des 16 mètres, finissant dans la lucarne opposée. Lors de ce match de championnat, Vinícius Júnior est victime d'une morsure sur le crâne par Alberto Rodríguez, après s'être écroulé au sol, lors d'un duel avec ce dernier, en fin de rencontre. L'arbitre décide de délivrer un carton jaune à Alberto ainsi qu'à sa victime, Vinícius Júnior.

##### Débuts avec la première équipe du Real Madrid (2018-2019)
Vinicius Junior fait ses débuts avec le Real Madrid le 29 septembre 2018 face à l'Atlético Madrid. Il entre en fin de match à la place de Karim Benzema, mais n'arrive pas à faire la différence pour le Real, car le match se solde par un nul 0 à 0. Il est le premier joueur né après le 1er janvier 2000 à jouer un match officiel sous les couleurs du club madrilène. Avec l'arrivée de Santiago Solari au poste d'entraîneur à la place de Julen Lopetegui le 29 octobre 2018, Vinícius est plus souvent aligné, et ses prestations sont notables, malgré son manque d'efficacité dans le dernier geste. Il commence son premier match en tant que titulaire le 31 octobre 2018, lors d'un match de Coupe du Roi 2018-2019, face à l'UD Melilla. Lors de ce match, le joueur brésilien réalise une bonne performance, en attribuant deux passes décisives (victoire 4-0 au stade Álvarez Claro).
Son premier but officiel en Liga est inscrit le 3 novembre 2018, lors de la victoire de son équipe 2-0 à domicile face au Real Valladolid. Le joueur brésilien entre en jeu à la 73e minute à la place de Marco Asensio et inscrit son but à la 83e, débloquant ainsi la situation pour les siens, qui étaient en manque d'inspiration dans ce match. Le 7 novembre 2018, Vinícius Júnior dispute son premier match de sa carrière de Ligue des champions de l'UEFA, face au Viktoria Plzeň, après être entré en jeu à la 62e minute (victoire 5-0 au Doosan Arena). Lors de ce match face à l'équipe tchèque, il attribue une passe décisive à Toni Kroos à la 67e minute, soit cinq minutes après son entrée en jeu. Il devient alors le 3e plus jeune joueur du Real Madrid CF à disputer une rencontre de C1, derrière Iker Casillas et Raúl. Cette édition 2018-2019 de la Ligue des champions a vu le Real Madrid terminer premier de son groupe, devant l'AS Rome. Grâce à la victoire des madrilènes de la précédente Ligue des champions, l'équipe dispute la Coupe du monde des clubs de la FIFA 2018 qui a lieu aux Émirats arabes unis durant le mois de décembre. Durant cette compétition, Vinícius Júnior dispute la finale, le 22 décembre 2018, face à l'équipe émiratie de Al-Aïn Club, en entrant en jeu à la 84e minute à la place de Lucas Vázquez (victoire 4-1 au stade Cheikh Zayed). C'est le premier trophée majeur remporté par le joueur brésilien avec le Real Madrid. Le 5 mars 2019, il est victime d'une blessure à la cheville au cours du match de huitièmes de finale retour de Ligue des champions contre l'Ajax Amsterdam (défaite 4-1 à domicile qui élimine le club espagnol de la compétition, triple vainqueur et tenant du titre de la Ligue des champions de l'UEFA), qui le tiendra absent des terrains durant deux mois. En raison de cette élimination surprise face au club néerlandais, et aux mauvaises performances de Solari, Florentino Pérez, le président du Real, décide de renvoyer l'entraîneur espagnol, et le remplace par Zinédine Zidane, un fidèle du club. Déçu, car l'entraîneur lui avait attribué toute sa confiance, Júnior remercie l'entraîneur via Instagram en lui rendant hommage. Le 22 mars 2019, Vinícius Júnior est élu meilleur joueur madrilène du mois de février. Il fait son retour le 5 mai 2019 contre Villarreal CF, en entrant en jeu à la 74e minute à la place de Brahim Díaz (victoire 3-2). Malgré cela, Tite, le sélectionneur de l'équipe nationale du Brésil, décide finalement de ne pas le convoquer pour disputer la Copa América 2019 qui se tiendra dans son pays d'origine du 14 juin au 7 juillet 2019, après une saison de la part de Vinícius, avec 3 buts et 8 passes décisives en 31 matchs, malgré une blessure.

###### Champion d'Espagne (2019-2020)
Le mercato d'été précédant la saison 2019-2020 aura vu l'arrivée de plusieurs autres joueurs dans le secteur de jeu de Vinícius (Takefusa Kubo arrivé libre du FC Tokyo, Rodrygo arrivé pour 45 millions d'euro en provenance de Santos et Eden Hazard arrivé pour 120 millions d'euro (hors bonus) de Chelsea). Kubo est ensuite prêté pour une saison à Majorque. Le 25 septembre 2019, il est auteur d'un but face à Osasuna. Ce but est le premier marqué par le brésilien depuis sa blessure. Ce dernier fondra en larmes sur le terrain, pris d'émotion. Le 11 décembre 2019, il inscrit son premier but en Ligue des Champions face au Club Bruges. Le 1er mars 2020, lancé dans le dos de la défense, il vient battre ter Stegen de près, aidé par Gerard Piqué, dont le tacle dévie la trajectoire du ballon (71e). Avec ce but, le Brésilien devient le plus jeune buteur de l'histoire du Clasico à 19 ans et 233 jours, battant le record de Lionel Messi (19 ans, 259 jours) de 2007. La saison 2019-2020 aura été interrompue par la pandémie de Covid-19. Néanmoins, le championnat espagnol aura choisi de reprendre lors du mois de juin. Le brésilien s'est alors montré efficace, avec un but et une passe décisive en plus de voir son jeu et sa condition physique améliorée garce à l'aide d'un préparateur physique et d'un cuisinier qui auront passés le confinement chez lui et l'auront aidés à se préparer à la reprise.

###### Saison sans trophées (2020-2021)
Il démarre sa troisième saison avec le club espagnol par un match nul 0-0 face à la Real Sociedad le 20 septembre 2020, où il est titulaire et joue l'intégralité du match. Il est ensuite mis sur le banc, et ne joue pas au match suivant. Il marque son premier but de la saison lors du match face au Real Valladolid. Il enchaine au match suivant par un nouveau but face à Levante, où il retrouve une place de titulaire.
Le 21 octobre 2020, il inscrit son deuxième but en Ligue des champions lors d'une défaite surprise du Real Madrid face aux ukrainiens du Chakhtar Donetsk.
Le 6 avril 2021, Vinícius Júnior permet au Real Madrid de remporter le match aller des quarts de finale de la ligue des champions, aux dépens de Liverpool sur le score de 3-1, grâce au doublé inscrit par ce dernier.

###### Quintuplé médaillé (2021-2022)
La saison 2021-2022 s’annonce comme un tournant dans la carrière de Vinícius Júnior, titulaire indiscutable du Real Madrid et considéré comme le meilleur joueur de Liga. Pour compléter le tout, l’ex-crack du CR Flamengo a les meilleurs statistiques de tous les joueurs brésiliens évoluant en Europe : record du nombre de buts, de passes décisives, de dribbles et même de pénaltys obtenus. Vinícius Jr. est le joueur des moins de 21 ans le plus décisif de la saison 2021-2022. Champion d'Espagne, le Real Madrid s'adjuge sa 14e couronne en Ligue des champions. Les Madrilènes battent en effet le Liverpool FC en finale grâce à un but du jeune brésilien pour terminer en beauté un parcours absolument époustouflant. Il remporte également la Supercoupe d'Espagne, et grâce à son sacre européen, la Supercoupe de l'UEFA et la Coupe du monde des clubs la saison suivante.

###### Joueur de la saison (2022-2023)
Vinícius Júnior est élu joueur de la saison 2022-2023 du Real Madrid. Avec les absences répétées de Karim Benzema, l’international brésilien a su endosser le costume de leader offensif de son équipe cette saison. Auteur de 23 buts en 55 rencontres sous la tunique des Merengues, l’attaquant de 22 ans succède ainsi au Français, récompensé la saison précédente.

###### Décisif en finales (2023-2024)
Pour la saison 2023-2024, à la suite du départ d'Eden Hazard, il opte pour le maillot no 7 de préférence par rapport au no 20, qu'il portait depuis ses débuts au Real Madrid. Le 31 octobre 2023, le Real Madrid annonce l'extension du contrat du joueur jusqu'en juin 2027,. Une clause libératoire incluse dedans est estimée à 1 milliard d'euros.
Confronté comme l’an passé au Real Madrid en finale de Supercoupe d’Espagne, le FC Barcelone subi cette fois la loi de son rival éternel. Impuissant face à un Vinícius Júnior rayonnant et auteur d’un triplé, le club catalan s'incline sur le score de quatre buts à un.
Lors de cette saison, il est titulaire lors de la victoire deux buts à zéro de son équipe face au Borussia Dortmund en finale de Ligue des champions, il inscrira même le but du break à la 83e minute,. Il remporte ainsi la 2e Ligue des champions de sa carrière et porte son compteur de but en finale de C1 à deux en deux matchs. Âgé de 23 ans et 325 jours, il devient le plus jeune joueur à marquer dans deux finales de Ligue des champions en dépassant le record de Lionel Messi de 13 jours.

###### Deuxième au Ballon d'or et meilleur footballeur de l'année FIFA (2024-2025)
Auteur de 24 buts en 38 rencontres, le n°7 madrilène réalise une saison exceptionnelle avec le Real Madrid. Il est élu meilleur joueur de la Ligue des champions en étant auteur de 6 buts et 5 passes décisives en 10 matchs et devient ainsi le favori à la course du Ballon d'or, qui ne lui sera finalement pas décerné, l’Espagnol Rodri ayant été finalement préféré par les votants. En effet, le Brésilien termine à la deuxième place du classement avec 1 129 points, soit 41 de moins que le vainqueur de cette édition.
Le 17 décembre 2024, il est élu meilleur footballeur de l'année FIFA et reçoit le trophée des mains de Gianni Infantino,,. Évènement organisé à Doha, au Qatar, il devance Rodri et son coéquipier Jude Bellingham. Le Real Madrid affrontant le CF Pachuca en finale de la Coupe intercontinentale de la FIFA 2024,.

### Carrière en sélection nationale

#### Brésil -15 ans

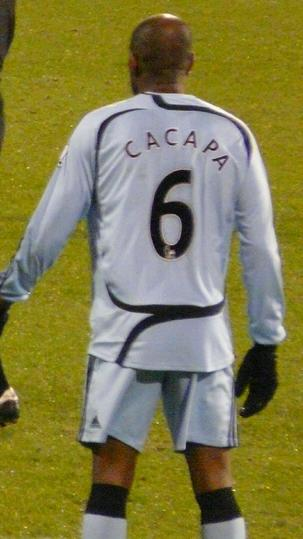
Cláudio Caçapa, ancien joueur de l'Olympique lyonnais ou du Newcastle United.

Vinícius Júnior est appelé pour la première fois avec l'équipe du Brésil des moins de 15 ans à l'âge de 13 ans. Le sélectionneur est Cláudio Caçapa. Il est le joueur vedette, malgré une année d'âge mineur. Le 31 mars 2015, Vinícius joue son premier match avec les moins de 15 ans, face à l'équipe de Belgique des moins de 16 ans, lors d'un match amical (match nul 1-1 au stade Henri Desgrange). Le 30 octobre 2015, il est convoqué par l'entraîneur Guilherme Dalla Dea pour participer au championnat de la CONMEBOL des moins de 15 ans 2015 avec les moins de 15 ans, qui se déroule en Colombie. Il marque un but lors de la victoire de 6-1 face au Pérou pour le second tour. Il marque deux buts dans la victoire de 3-0 contre la Bolivie et assure la qualification pour les demi-finales de la compétition. Dans le dernier match du groupe B, il met un but dans le 6-0 face à l'Uruguay, le Brésil obtient la première place dans le groupe B. Il marque un but dans la victoire de 3-1 sur l'Équateur pour la demi-finale. Le Brésil remporte le titre en battant une nouvelle fois l'Uruguay, mais cette fois-ci aux tirs au but (victoire 5-4 sur penalty à Valledupar), bien que Vinícius Júnior ne marque pas lors de cette finale. Il est champion des -15 ans de la CONMEBOL et termine deuxième meilleur buteur de la compétition avec 6 buts, derrière l'autre Brésilien Vitinho (avec 7 buts).

#### Brésil -17 ans
Le 24 juin 2016, il est convoqué pour la première fois avec l'équipe du Brésil des moins de 17 ans pour le match amical contre le Chili, se jouant à Teresópolis. Il marque deux buts décisifs dans la victoire de 4-2. Le 26 août 2016, il est convoqué pour le match amical à Teresópolis contre l'Uruguay. Il marque un but dans la victoire 5-2 contre les Uruguayens. Le 26 septembre 2016, il est convoqué à la BRICS Football Cup et a été champion, après avoir battu l'Afrique du Sud 5-1. Il est le meilleur buteur de la compétition amicale avec 4 buts. Il est aussi convoqué pour participer au Nike International Friendlies 2016 qui a lieu en Floride. Lors du premier match, le 30 novembre 2016, il marque deux buts, qui éliminent alors la Turquie sur le score de 4-2 à Lakewood Ranch. Lors de la finale du tournoi, le 4 décembre 2016, le Brésil perd contre les États-Unis et finissent deuxième de la compétition (défaite 3-0). Il marque un total de trois buts lors de cette compétition amicale.
Du 23 février au 19 mars 2017 a lieu le Championnat de la CONMEBOL des moins de 17 ans 2017 qui a lieu au Chili. Vinícius est convoqué par l'entraîneur Carlos Amadeu pour cette compétition continentale. Le Brésil commence le championnat continental contre le Pérou, le 25 février, et Vinícius marque son premier but du tournoi à la 13e minute de jeu (victoire 3-0 à l'Estadio La Granja). Lors du troisième match de groupe des Brésiliens, le 2 mars, ils jouent contre le Paraguay et Vinícius réussit le plus beau but du tournoi en réalisant un coup du chapeau sur trois adversaires différents. Grâce à ce but, le Brésil termine la rencontre par un solide 1-1. Lors de phase finale opposant les trois premières équipes de leur groupe (le Brésil avait fini premier du groupe B), le deuxième match de cette phase, le 11 mars, ils sont opposés à l'équipe du Venezuela. Vinícius Júnior contribue lors de ce match en mettant un but à la 83e minute de jeu, lors de la victoire 4-0 contre les Vénézuéliens. Le 14 mars, troisième match de cette phase finale, le « nouveau Neymar Jr. » inscrit un doublé lors de la victoire (3-0) contre l'Équateur. Le 17 mars, match décisif pour les Brésiliens, car s'ils gagnent le match contre la Colombie, ils sont qualifiés pour la Coupe du monde des moins de 17 ans 2017 qui a lieu en Inde. Chose faite pour la sélection brésilienne qui enchaine les victoires dans cette compétition avec un 3-0 infligé aux Colombiens. Vinícius Júnior est l'un des principaux protagonistes de ce match, car il marque un doublé.
Le Brésil est champion de ce tournoi et Vinícius est élu meilleur joueur et soulier d'or de ce tournoi (avec 7 buts).

#### Brésil -20 ans
En juin 2018, Vinícius Júnior est convoqué par l'entraîneur de l'équipe du Brésil des moins de 20 ans Carlos Amadeu pour une séance d'entraînement, qui se déroule pendant la Coupe du monde 2018, en préparation du Championnat de la CONMEBOL des moins de 20 ans 2019. Il dispute son premier match avec les moins de 20 ans le 13 octobre 2018, lors d'un match amical face au Chili, en tant que titulaire (match nul 1-1 à l'Estadio El Teniente).

#### Brésil (depuis 2019)
Le 28 février 2019, il est convoqué par l'entraîneur de l'équipe du Brésil Tite pour disputer deux matchs amicaux face à la Tchéquie et au Panama, en raison de ses bonnes performances avec le Real Madrid. Lors de la conférence de presse, l'entraîneur de la Seleção explique qu'il a convoqué Vinícius Júnior pour "lui donner une opportunité de grandir" et en raison de ses bonnes performances avec le Real Madrid ces derniers temps.
Malheureusement, à cause de sa blessure lors du match de Ligue des champions de l'UEFA face à l'Ajax Amsterdam le 5 mars 2019, Vinícius n'est pas apte à jouer ces deux rencontres. Tite commente cette absence comme "un manque d'opportunité de la part de Vinícius".
Finalement, le joueur brésilien n'est pas retenu avec la sélection après une bonne saison de sa part. Vinicius Junior honora sa première sélection le 11 septembre 2019 lors d'une rencontre amicale contre le Pérou soldée par une défaite 1-0.
À la suite de son bon début de saison 2020/2021, Tite décide de le rappeler lors des rassemblements internationaux de novembre face au Venezuela et à l'Uruguay. Cependant il restera sur le banc. Il disputa toutefois sa première compétition internationale lors de la Copa América 2021, où le Brésil n'aura pas la même réussite puisqu'il s'inclinera en finale contre l'Argentine.
Le 7 novembre 2022, il est sélectionné par Tite pour participer à la Coupe du monde 2022. L’ancien de Flamengo a réalisé une très bonne première partie de tournoi. Déjà passeur décisif lors du premier match contre la Serbie (2-0), il a dernièrement grandement contribué au récital offensif de son équipe en huitième de finale en ouvrant le score (7’), avant de semer la panique à intervalles réguliers sur la gauche, et de délivrer une passe décisive artistique pour Lucas Paquetá (36’) contre la Corée du Sud (victoire 4-1’). Présentés comme les favoris de la compétition, les Brésiliens ont été éliminés par la Croatie de la Coupe du monde dès les quarts de finale, au terme de la séance des tirs au but (1-1, 4-2 aux t.a.b.).
Le 10 mai 2024, il figure dans la liste des joueurs retenus par Dorival Júnior pour participer à la Copa América 2024.

## Activités extra-sportives
Le jeune brésilien est un athlète Nike. La marque sportive américaine aurait repéré très tôt la pépite et l'aurait enrôlé dès ses 13 ans.
Vinícius est présent sur la jaquette du jeu FIFA 20 (édition Champions), aux côtés de Virgil van Dijk et de Jadon Sancho,.
Il possède une chaîne YouTube, sur laquelle il cumule plus d'un million d'abonnés.
Il est le président de l'institut Vini. Jr, une organisation non gouvernementale fondée en été 2021, dont l'objectif est de réduire les inégalités devant l'éducation au Brésil. Pour cette ONG, lors du Ballon d'or 2023, Vinícius Júnior reçoit le prix Sócrates qui récompense les footballeurs engagés dans des projets sociétaux et caritatifs.

## Vie personnelle
En 2019, d'après le média brésilien Extra (journal), Vinícius aurait été en relation avec Maria Júlia Mazali, célèbre blogueuse brésilienne.
En novembre 2024, il effectue un test ADN qui révèle qu'il a des racines avec le peuple Tikar du Cameroun,.

## Engagement sociétal et caritatif
En 2021, il fonde l'Organisation Instituto Vini Jr., afin de faciliter l'accès à l'école aux enfants et adolescents brésiliens issus de quartiers défavorisés.
En 2023, il reçoit le prix Socrates.
En 2024, l'UNESCO nomme Vinícius Ambassadeur de bonne volonté pour l’éducation pour tous. Il est le deuxième footballeur après Pelé à devenir Ambassadeur de l'UNESCO,.

## Style de jeu

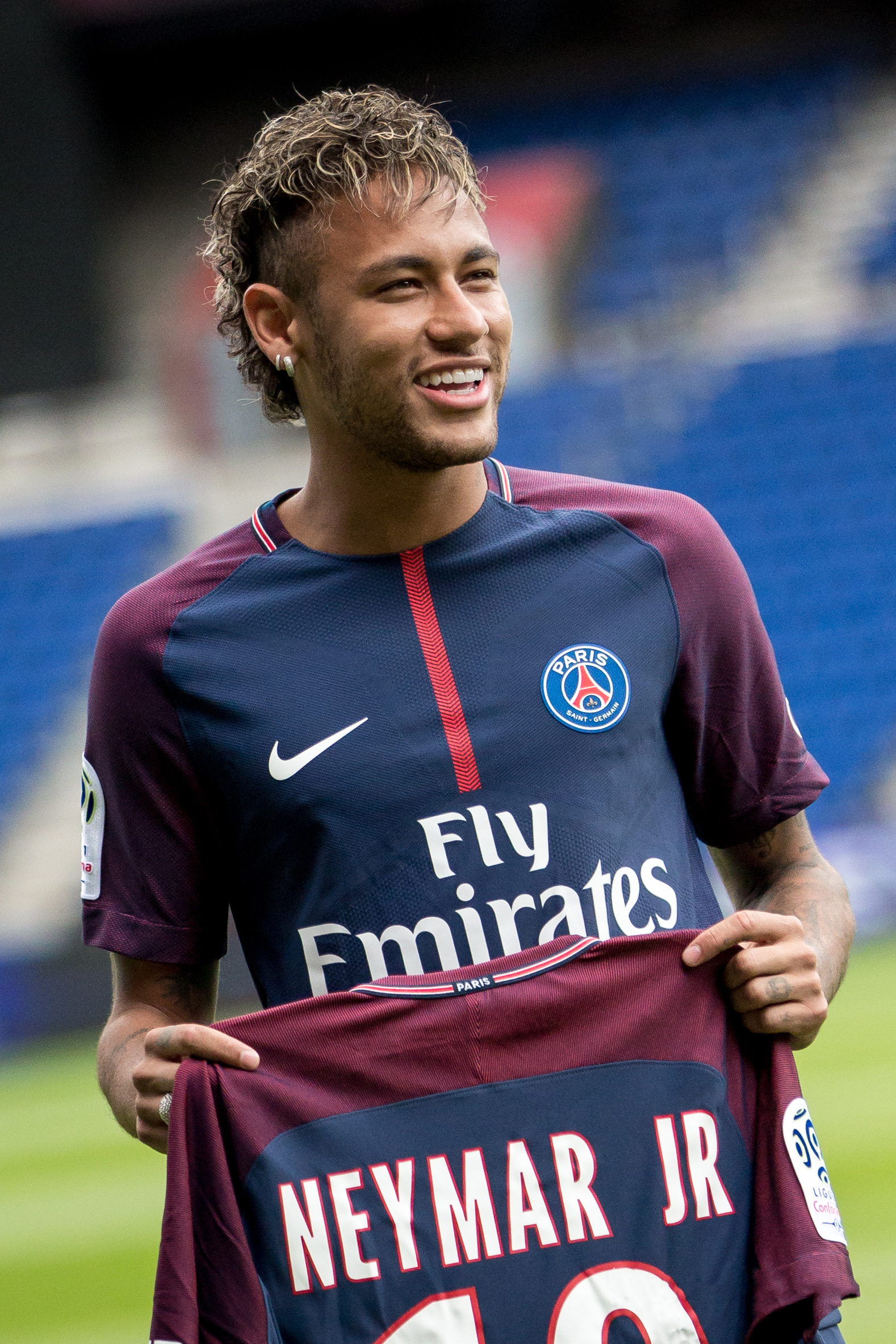
Vinícius Júnior est souvent comparé à Neymar.

Droitier, Vinícius Júnior joue au poste d'attaquant, principalement en tant qu'ailier gauche, mais peut jouer sur tous les fronts d'attaque. Le natif de São Gonçalo est souvent comparé au footballeur brésilien Neymar,. Son biotype supérieur à la moyenne pour les garçons de son âge et de sa taille (1,76 m) a attiré l'attention du quotidien espagnol As, qui l'a appelé « une version moderne et plus forte de Neymar » (et parfois aussi le « nouveau Neymar Jr. »). Il admet même, le 27 mars 2018, qu'il prend exemple sur Neymar, toujours sans se comparer à lui,,. Lors de sa présentation au Real Madrid, il avoue son admiration à Neymar, en le désignant comme son « idole ».
En mars 2018, Tostão, ex-footballeur international brésilien ayant gagné la Coupe du monde 1970, est optimiste au sujet du football de Vinícius

« Il possède une habileté et une vitesse incroyables, ainsi qu'une grande explosivité, que ce soit dans les endroits restreints ou larges du terrain, mais continue, comme la plupart des Brésiliens, à avoir des lacunes dans la finition, dans les passes et dans les choix décisifs. »

— Tostão
En novembre 2018, José Luis Calderón, ex-star de l'équipe d'Argentine, décrit le joueur brésilien

« L'enthousiasme général de Vinícius, sa capacité à faire bouger les choses, la joie et les bonnes vibrations qu'il transmet, et également à sa vitesse, le fait qu'il est différent et qu'il ose faire les choses. Pour résumer, il a une étincelle qui pourrait être utilisée par une équipe qui a été transparente lors des derniers matchs. »

— José Luis Calderón

## Statistiques

### En club
| Saison                | Club                  | Championnat           | Championnat | Championnat | Championnat | Coupe nationale | Coupe nationale | Coupe nationale | Coupe de la Ligue | Coupe de la Ligue | Coupe de la Ligue | Supercoupe | Supercoupe | Supercoupe | Compétition(s) continentale(s) | Compétition(s) continentale(s) | Compétition(s) continentale(s) | Compétition(s) continentale(s) | Supercoupe UEFA | Supercoupe UEFA | Supercoupe UEFA | Carioca A1 | Carioca A1 | Carioca A1 | Autres compétitions | Autres compétitions | Autres compétitions | Autres compétitions | Total | Total | Total |
| Saison                | Club                  | Division              | M.          | B.          | P.d.        | M.              | B.              | P.d.            | M.                | B.                | P.d.              | M.         | B.         | P.d.       | Comp.                          | M.                             | B.                             | P.d.                           | M.              | B.              | P.d.            | M.         | B.         | P.d.       | Comp.               | M.                  | B.                  | P.d.                | M.    | B.    | P.d.  |
| 2017                  | CR Flamengo           | Série A               | 25          | 3           | 1           | 4               | 0               | 0               | 1                 | 0                 | 0                 | -          | -          | -          | CS                             | 7                              | 1                              | 0                              | -               | -               | -               | -          | -          | -          | -                   | -                   | -                   | -                   | 37    | 4     | 1     |
| 2018                  | CR Flamengo           | Série A               | 12          | 4           | 3           | 2               | 0               | 0               | -                 | -                 | -                 | -          | -          | -          | CL                             | 5                              | 2                              | 0                              | -               | -               | -               | 13         | 4          | 0          | -                   | -                   | -                   | -                   | 32    | 10    | 3     |
| Sous-total            | Sous-total            | Sous-total            | 37          | 7           | 4           | 6               | 0               | 0               | 1                 | 0                 | 0                 | -          | -          | -          | -                              | 12                             | 3                              | 0                              | -               | -               | -               | 13         | 4          | 0          | -                   | -                   | -                   | -                   | 69    | 14    | 4     |
| 2018-2019             | Real Madrid           | Liga                  | 18          | 2           | 0           | 8               | 2               | 6               | -                 | -                 | -                 | -          | -          | -          | C1                             | 4                              | 0                              | 2                              | 0               | 0               | 0               | -          | -          | -          | CMC                 | 1                   | 0                   | 0                   | 31    | 4     | 8     |
| 2019-2020             | Real Madrid           | Liga                  | 29          | 3           | 1           | 3               | 1               | 1               | -                 | -                 | -                 | 1          | 0          | 0          | C1                             | 5                              | 1                              | 1                              | -               | -               | -               | -          | -          | -          | -                   | -                   | -                   | -                   | 38    | 5     | 3     |
| 2020-2021             | Real Madrid           | Liga                  | 35          | 3           | 3           | 1               | 0               | 0               | -                 | -                 | -                 | 1          | 0          | 0          | C1                             | 12                             | 3                              | 1                              | -               | -               | -               | -          | -          | -          | -                   | -                   | -                   | -                   | 49    | 6     | 4     |
| 2021-2022             | Real Madrid           | Liga                  | 35          | 17          | 10          | 2               | 0               | 0               | -                 | -                 | -                 | 2          | 1          | 0          | C1                             | 13                             | 4                              | 6                              | -               | -               | -               | -          | -          | -          | -                   | -                   | -                   | -                   | 52    | 22    | 16    |
| 2022-2023             | Real Madrid           | Liga                  | 33          | 10          | 9           | 5               | 3               | 3               | -                 | -                 | -                 | 2          | 0          | 0          | C1                             | 12                             | 7                              | 5                              | 1               | 0               | 1               | -          | -          | -          | CMC                 | 2                   | 3                   | 1                   | 55    | 23    | 19    |
| 2023-2024             | Real Madrid           | Liga                  | 26          | 15          | 5           | 1               | 0               | 0               | -                 | -                 | -                 | 2          | 3          | 0          | C1                             | 10                             | 6                              | 4                              | -               | -               | -               | -          | -          | -          | -                   | -                   | -                   | -                   | 39    | 24    | 9     |
| 2024-2025             | Real Madrid           | Liga                  | 30          | 11          | 8           | 6               | 1               | 2               | -                 | -                 | -                 | 2          | 0          | 1          | C1                             | 12                             | 8                              | 2                              | 1               | 0               | 1               | -          | -          | -          | CIC                 | 1                   | 1                   | 1                   | 52    | 21    | 15    |
| Sous-total            | Sous-total            | Sous-total            | 206         | 61          | 36          | 26              | 7               | 12              | -                 | -                 | -                 | 10         | 4          | 1          | -                              | 68                             | 29                             | 21                             | 2               | 0               | 2               | -          | -          | -          | -                   | 4                   | 4                   | 2                   | 316   | 105   | 74    |
| Total sur la carrière | Total sur la carrière | Total sur la carrière | 243         | 68          | 40          | 32              | 7               | 12              | 1                 | 0                 | 0                 | 10         | 4          | 1          | -                              | 80                             | 32                             | 21                             | 2               | 0               | 2               | 13         | 4          | 0          | -                   | 4                   | 4                   | 2                   | 385   | 119   | 78    |

### En sélection nationale
| Saison                | Sélection             | Phases finales        | Phases finales | Phases finales | Phases finales | Éliminatoires CDM | Éliminatoires CDM | Éliminatoires CDM | Matchs amicaux | Matchs amicaux | Matchs amicaux | Total | Total | Total |
| Saison                | Sélection             | Compétition           | M              | B              | Pd             | M                 | B                 | Pd                | M              | B              | Pd             | M     | B     | Pd    |
| --------------------- | --------------------- | --------------------- | -------------- | -------------- | -------------- | ----------------- | ----------------- | ----------------- | -------------- | -------------- | -------------- | ----- | ----- | ----- |
| 2019-2020             | Brésil                | -                     | -              | -              | -              | -                 | -                 | -                 | 1              | 0              | 0              | 1     | 0     | 0     |
| 2020-2021             | Brésil                | Copa América 2021     | 4              | 0              | 0              | 0                 | 0                 | 0                 | -              | -              | -              | 4     | 0     | 0     |
| 2021-2022             | Brésil                | -                     | -              | -              | -              | 7                 | 1                 | 0                 | 2              | 0              | 0              | 9     | 1     | 0     |
| 2022-2023             | Brésil                | Coupe du monde 2022   | 4              | 1              | 2              | -                 | -                 | -                 | 5              | 1              | 1              | 9     | 2     | 3     |
| 2023-2024             | Brésil                | Copa América 2024     | 3              | 2              | 0              | 3                 | 0                 | 1                 | 4              | 0              | 1              | 10    | 2     | 2     |
| 2024-2025             | Brésil                | -                     | -              | -              | -              | 8                 | 2                 | 0                 | -              | -              | -              | 8     | 2     | 0     |
| Total sur la carrière | Total sur la carrière | Total sur la carrière | 11             | 3              | 2              | 18                | 3                 | 1                 | 12             | 1              | 2              | 41    | 7     | 5     |

## Palmarès

### En club
| CR Flamengo (2) | Real Madrid (14) |
| --- | --- |
| - Copa Sudamericana : - Finaliste : 2017. - Championnat de Rio de Janeiro (1) : - Champion : 2017. - Coupe du Brésil : - Finaliste : 2017. - Coupe Guanabara (1) - Vainqueur : 2018. | - Championnat d'Espagne (3) - Champion : 2020, 2022 et 2024. - Coupe d'Espagne (1) - Vainqueur : 2023. - Supercoupe d'Espagne (3) - Vainqueur : 2020, 2022 et 2024. - Ligue des champions (2) - Vainqueur : 2022 et 2024. - Supercoupe de l'UEFA (2) - Vainqueur : 2022 et 2024. - Coupe du monde des clubs (2) - Vainqueur : 2018 et 2022. - Coupe intercontinentale de la FIFA (1) : - Vainqueur : 2024 |

### En sélection nationale
| Brésil -15 ans (1)                                                        | Brésil -17 ans (1)                                                        | Brésil                             |
| ------------------------------------------------------------------------- | ------------------------------------------------------------------------- | ---------------------------------- |
| - Championnat de la CONMEBOL des moins de 15 ans (1) : - Champion : 2015. | - Championnat de la CONMEBOL des moins de 17 ans (1) : - Champion : 2017. | - Copa América - Finaliste : 2021. |

## Distinctions individuelles
La liste ci-dessous regroupe l'ensemble des distinctions individuelles de Vinicius par année civile :